# Ballana spinosa
Ballana spinosa är en insektsart som beskrevs av Delong 1937. Ballana spinosa ingår i släktet Ballana och familjen dvärgstritar. Inga underarter finns listade i Catalogue of Life.